# Beyoncé (album)
Beyoncé è il quinto album in studio della cantante statunitense omonima, pubblicato il 13 dicembre 2013 dalla Parkwood Entertainment e dalla Columbia Records.
Primo progetto discografico concepito come visual e concept album della cantante, è stato riconosciuto con un Grammy Award su tre candidature, tra cui una come album dell'anno, Beyoncé ha ricevuto ampi consensi da parte della critica, che ne ha lodato la produzione, la sperimentazione musicale, l'esplorazione della sessualità, oltre che alla dote vocale della cantante, definendolo un «capolavoro» della sua carriera e punto di svolta.
L'album è stato distribuito digitalmente sull'iTunes Store senza alcun annuncio o promozione preventiva, vendendo in soli tre giorni oltre 800 000 copie in tutto il mondo, diventando l'album più velocemente venduto nella storia dell'iTunes Store fino a quel momento. Il progetto ha esordito al primo posto della Billboard 200 statunitense, facendo guadagnare a Beyoncé la quinta prima posizione consecutiva nella classifica.
Il progetto è stato sostenuto da numerosi singoli estratti successivamente alla pubblicazione dell'album, elogiati sia per la musica e i testi che per i video musicali correlati: XO, Drunk in Love, Partition, Pretty Hurts e Flawless.

## Descrizione
Il progetto discografico si compone di 14 brani correlati da 17 video (di cui due dedicati alle due tracce fantasma: Ghost per il brano Haunted e Yoncé per il brano Partition), nonché un video bonus per Grown Woman, la cui controparte audio relativa è stata pubblicata solamente il 14 dicembre 2023, in occasione del decimo anniversario dalla pubblicazione del disco. Musicalmente si allontana dal contemporary R&B del precedente album 4, addentrandosi nell'alternative R&B, hip hop e nelle sonorità post-dubstep, coniugando la musica elettronica al soul. Inoltre la produzione risulta più strutturata rispetto alle uscite precedenti della cantante e ha visto la partecipazione di numerosi autori e produttori, tra cui il marito Jay-Z, Sia, Timbaland, Justin Timberlake, The-Dream, Drake, Kanye West, Nicki Minaj, Caroline Polachek, Ryan Tedder, 40 e Frank Ocean.
Il disco affronta differenti tematiche legate al mondo femminile e all'emancipazione della donna. Numerosi critici musicali hanno osservato l'ampia esplorazione della sessualità nell'album, riportando che la cantante si sia avvalsa il diritto di esprimere ogni lato di sé; la stessa cantante ha affermato: «Non mi vergogno affatto di essere sessuale, non mi imbarazza e non sento di dover proteggere quel lato di me». Tra i brani che portano questo messaggio vi sono Drunk in Love, Rocket e Blow. Fanno parte di questo filone tematico anche Haunted e Partition, i quali si distinguono sia musicalmente che nell'aspetto visuale in due parti: lo stato onirico creato in Haunted, il quale risulta sessualmente esplicito nel testo, è inaugurato da un flusso di coscienza hip hop intitolato Ghost, in cui Beyoncé riflette sulle case discografiche e del fallimento dell'assunzione di rischi nell'industria musicale, in riferimento del possibile fallimento del suo nuovo progetto in termini di vendite in quanto ambizioso e fuori dagli schemi commerciali. Partition è introdotto con Yoncé, un brano hip hop che affronta in via esplicita una serata in un club, premeditando quanto accadrà nella seconda parte del brano.

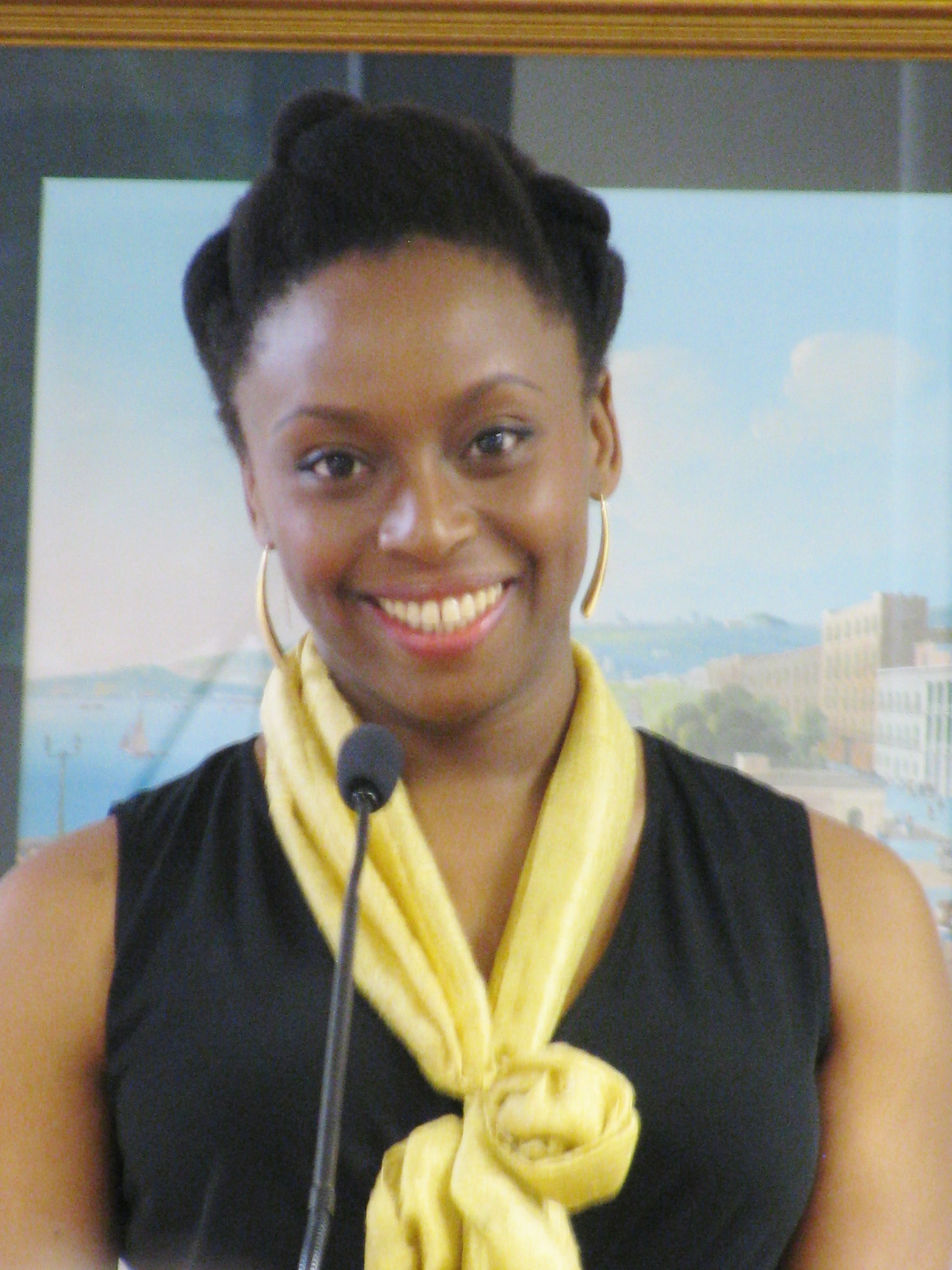
Chimamanda Ngozi Adichie nel 2014

Il secondo tema è il femminismo, affrontato in Flawless, in cui Beyoncé inserisce un estratto del discorso tenuto da Chimamanda Ngozi Adichie Dovremmo essere tutti femministi(We Should All Be Feminists), nel quale viene espressa la diversa percezione della manifestazione della sessualità maschile e femminile:
(Chimamanda Ngozi Adichie, Dovremmo essere tutti femministi)
Beyoncé inoltre tratta il tema dell'accettazione del proprio corpo, contro gli stereotipi dei mass media attraverso il brano Pretty Hurts. Altri brani trattano di insicurezze personali legati alla vita matrimoniale, come in Jealous che affronta il problema della fedeltà coniugale, Mine, il cui testo fa riferimento a conflitti coniugali e a difficoltà con la depressione post-partum, mentre i brani conclusivi Heaven e Blue trattano rispettivamente l'aborto spontaneo vissuto dalla cantante e l'amore per la figlia Blue Ivy Carter.

## Registrazione
Le sessioni di registrazione del disco sono iniziate nell'estate del 2012 negli Hamptons, dove Beyoncé e il marito Jay-Z vivevano, invitando nella propria dimora i primi produttori e autori ad accompagnarli, tra cui Sia, Timbaland, Justin Timberlake e The-Dream. In questo periodo la cantante ha trascorso le giornate accudendo la figlia Blue Ivy Carter, nata il 7 gennaio dello stesso anno, e registrando alcuni demo e scrivendo assieme a Sia il brano di apertura dell'album Pretty Hurts. Il progetto è stato sospeso fino al 2013 e trasferito ai Jungle City e agli Oven Studios di New York, dove è stata registrata la maggior parte dell'album. Jason Gay, intervistando Beyoncé nel 2013 per Vogue, ha osservato l'attenzione per i dettagli della cantante come «ossessiva» quando osservava il suo studio, notando le lavagne che creava per trarre ispirazione, che contenevano potenziali titoli di canzoni, vecchie copertine di album e immagini di spettacoli.
Rispetto alle precedenti pubblicazioni, la cantante ha dedicato meno tempo alla produzione, concentrandosi piuttosto sul perfezionamento della musica dell'album, registrando un totale di ottanta brani. Poco prima della fase di mastering, l'artista ha escluso i brani Standing on the Sun e Grown Woman, resi disponibili soltanto con la riedizione Platinum dell'album.

## Visual album
Beyoncé ha preso in considerazione per la prima volta l'idea di creare un album visivo nel giugno 2013, quando erano state completati solo tre o quattro brani. Spiegando le sue motivazioni, ha detto che spesso collegava immagini, ricordi d'infanzia, emozioni e fantasie alle canzoni che stava componendo e che «volevo che la gente ascoltasse i brani con la storia che ho in testa, perché è questo che le rende mie». Ha sottolineato che l'esperienza immersiva dell'album Thriller di Michael Jackson è stata l'influenza principale per la creazione di un progetto in cui «la gente avrebbe sentito le cose in modo diverso e [...] sarebbe stata in grado di vedere l'intera visione dell'album».
Il direttore creativo del progetto visuale, Todd Tourso, ha lavorato con una troupe ridotta composta dal direttore della fotografia e produttore, oltre che dalla stessa Beyoncé e dal suo stylist, dal truccatore e dalla sicurezza. Tourso ha svolto il ruolo di collegamento tra Beyoncé, che aveva già dei concetti per la maggior parte dei video, e i rispettivi registi, che avevano anche delle proposte concrete, e il resto della troupe. Nel corso delle riprese, svoltesi tutte al di fuori degli Stati Uniti d'America, la cantante indossava delle cuffiette in modo da non far trapelare la nuova musica alle persone esterne al progetto.
Al momento della post-produzione, il processo di scrittura delle canzoni ha iniziato a convergere con il contenuto delle immagini e Beyoncé guardava filmati non modificati per adattarvi la musica. I video di Flawless, Rocket e Mine sono stati modificati dalle loro controparti visive; Tourso ha commentato che «riscriveva alcune battute, o aggiungeva un certo audio, o aggiungeva dei bridge» e credeva che «completasse il quadro di dove l'audio doveva andare». Diversi video avevano lo scopo di dimostrare il tema centrale dell'album dell'accettazione delle proprie imperfezioni, tanto che alcuni video non sono stati sceneggiati prima di essere registrati, tra cui Drunk in Love, XO, Yoncé e Blue; notando il contenuto esplicito di alcune immagini e l'esposizione del suo corpo, Beyoncé ha dichiarato di aver trovato le riprese liberatorie e ha espresso la sua intenzione di dimostrare che la sessualità è un potere che le donne dovrebbero avere e non perdere dopo essere diventate madri. Ha poi aggiunto: «So che trovare la mia sessualità, tornare nel mio corpo, essere orgogliosa di essere cresciuta, era importante per me esprimerlo; [...] So che ci sono tante donne che si sentono allo stesso modo».
Mentre lavorava a Flawless, la cantante si ricordava della sconfitta subita da bambina assieme alle Girls Time, primo gruppo della cantante prima delle Destiny's Child, al concorso televisivo Star Search. L'artista considerava esso un momento decisivo per la sua carriera e riteneva che la competizione le avesse insegnato ad abbracciare l'imperfezione in futuro. Il tema era rappresentato nei video dall'uso ricorrente di trofei, che la cantante vedeva come un riferimento a «tutti i sacrifici che ho fatto da bambina, tutto il tempo che ho perso».

## Promozione

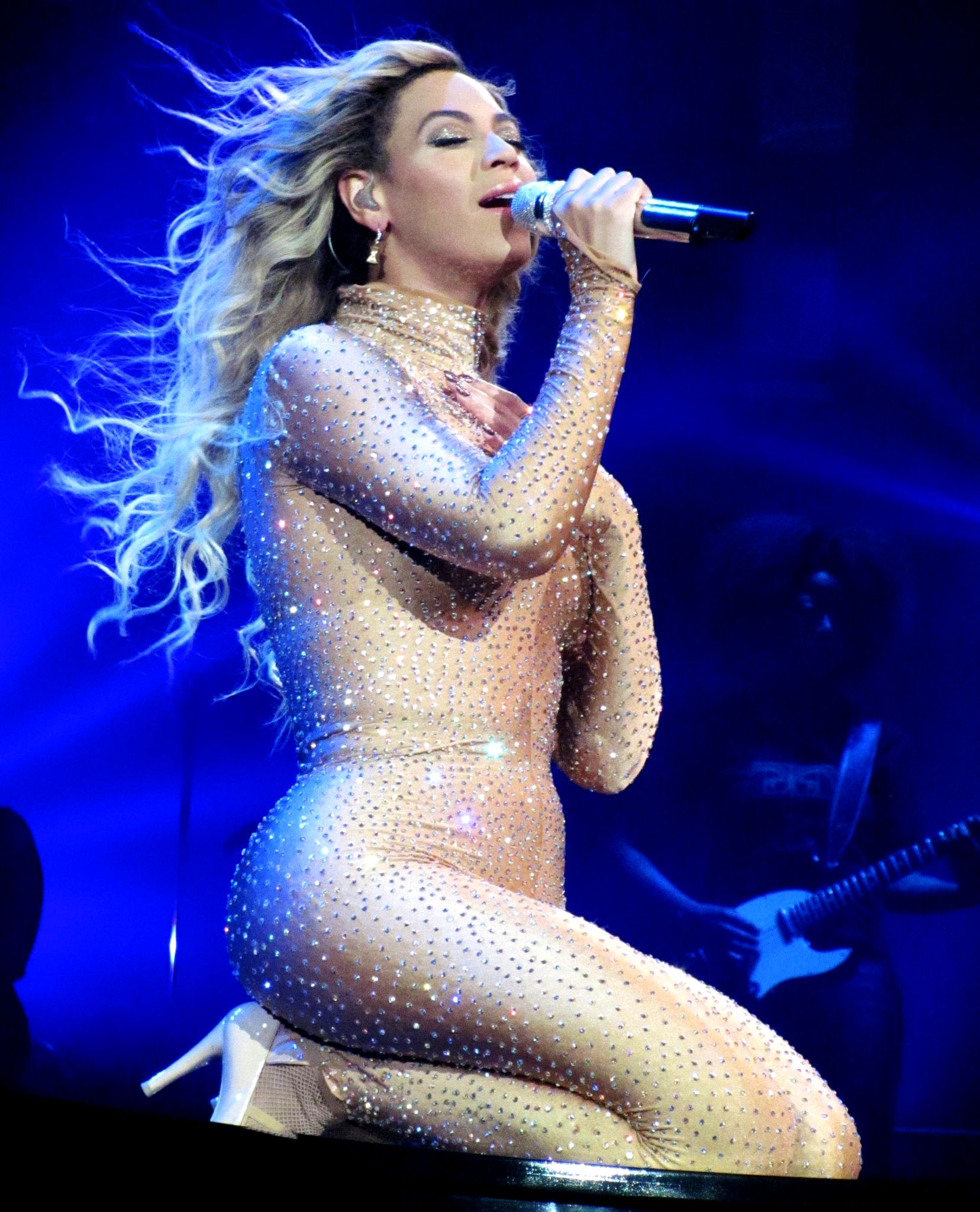
Beyonce alla The O2 Arena durante il The Mrs. Carter Show World Tour a Londra nel 2014.

All'inizio di dicembre 2013 Beyoncé e la Parkwood Entertainment si sono incontrati con i dirigenti della Columbia Records e dell'iTunes Store per discutere dell'uscita dell'album, utilizzando il nome in codice «Lily». Rob Stringer, presidente della Columbia Records, ha dichiarato consapevolmente ai media che l'album sarebbe stato pubblicato nel 2014 e che sarebbe stato «monumentale».
13 dicembre 2013 Beyoncé è stato pubblicato nelle prime ore del mattino negli Stati Uniti d'America senza alcun annuncio o promozione precedente esclusivamente su iTunes Store. L'album è stato disponibile esclusivamente sugli iTunes Store fino al 20 dicembre 2013, quando le copie fisiche sono state distribuite ad altri rivenditori. La Parkwood Entertainment ha avuto un tempo di 72 ore dal momento in cui il disco è stato diffuso online per preparare la sua uscita fisica. La cantante ha commentato che era «annoiata» dal fatto che la sua musica venisse commercializzata come era stato fatto in precedenza e voleva che la sua uscita fosse un'esperienza diversa per i suoi fan, con l'intento di ripristinare l'idea dell'uscita di un album come evento significativo ed emozionante, che aveva perso significato di fronte alla pubblicazione di singoli commerciali. Non appena l'album è diventato disponibile in esclusiva per gli iTunes Store, Sony Music ha emanato un comunicato in cui vietava ai rivenditori di mettere l'album in pre-ordine, per proteggere ulteriormente l'esclusività, portando i rivenditori statunitensi Target e Amazon Music a rifiutare la messa in vendita dell'edizioni fisiche; secondo un portavoce di Target, il negozio era interessato a vendere solo album pubblicati contemporaneamente in formato digitale e fisico.
Dopo l'uscita dell'album, Beyoncé ha eseguito il primo singolo XO durante le restanti tappe della tournée nordamericana del The Mrs. Carter Show World Tour nel dicembre 2013. All'inizio del 2014 ha eseguito Drunk in Love per la prima volta ai Grammy Awards. La prima esibizione di XO trasmessa anche in televisione è avvenuta ai BRIT Awards 2014 il 19 febbraio. Più tardi nello stesso mese, molti altri brani da Beyoncé sono stati aggiunti alla scaletta della seconda tappa europea del The Mrs. Carter Show World Tour, mentre tutti i video musicali dell'album sono stati proiettati al Los Angeles Film Festival 2014 il 13 giugno, con il commento di tre dei registi dei video presenti alla cerimonia. Per promuovere ulteriormente l'album, Beyoncé ha intrapreso il suo primo tour negli stadi in coppia con Jay-Z, l'On the Run Tour, che ha preso il via a Miami il 25 giugno 2014 e si è concluso a Parigi il 13 settembre 2014. In occasione degli MTV Video Music Awards 2014 la cantante ha eseguito un medley di sedici minuti dei brani del disco ed è stata premiata con il Michael Jackson Video Vanguard Award.

## Accoglienza
| Recensione           | Giudizio |
| -------------------- | -------- |
| AllMusic             |          |
| Entertainment Weekly |          |
| Pitchfork            |          |
| Los Angeles Times    |          |
| Rolling Stone        |          |
| Slant Magazine       |          |
| Spin                 |          |
| The Daily Telegraph  |          |
| The Guardian         |          |
| NME                  |          |

Beyoncé ha ricevuto ampi consensi dalla critica musicale, ottenendo un punteggio di 85/100 su Metacritic sulla base di 34 recensioni. I critici hanno generalmente lodato l'audacia della cantante sia nelle tematiche che nelle musiche, oltre a sottolinearne l'aspetto visivo e l'uscita a sorpresa senza alcun tipo di promozione; molti hanno aggiunto che si tratta del capolavoro della sua carriera nonché il suo punto di svolta.
L'esplorazione della sessualità nell'album è stata accolta con particolare favore dai recensori. Il critico del The New York Times Jon Pareles ha descritto i brani come «eterei ed eleganti, pieni di exploit erotici e voci calde», notando che «ogni tanto, per variare, diventano vulnerabili, compassionevoli o portatori di messaggi femministi». Il critico musicale Robert Christgau ha ammirato la «sequenza sessuale» dei brani dell'album, in cui per «oltre sette tracce ben differenziate» Beyoncé «compie l'improbabile impresa di trasmettere un erotismo aperto che varia nel tempo e nelle nostre risposte individuali così come accade per lei». David Amidon di PopMatters ha lodato la natura onesta e altamente sessuale dell'album, osservando che si tratta del «suo primo tentativo di creare un ponte con il pubblico, creando musica che fa sì che gli uomini vogliano ascoltare ciò che ha da dire e che le donne sentano di poterlo dire anche agli uomini i loro desideri».
Altre recensioni hanno riconosciuto che l'album rifugge dall'R&B contemporaneo a favore di composizioni più sperimentali. La scrittrice Carrie Battan di Pitchfork ha scritto che Beyoncé «esplorava suoni e idee ai margini più grintosi della musica pop» e rifiutava «le strutture pop tradizionali a favore dell'atmosfera complessiva del progetto». Sempre per Pitchfork, Jillian Mapes definisce Beyoncé «il talento di Michael Jackson ha incontrato il perfezionismo pop in un momento che ha definito l'interruzione del ciclo degli album [e] un giro di vittoria di Bey come dea regnante del femminismo pop». Notando la mancanza di hit tra le varie tracce, NME ha ritenuto che la «produzione cupa e di basso profilo getti i riflettori sulle parole e sulle immagini messe in scena» e lo ha descritto come il lavoro più sperimentale della cantante fino ad oggi. Rob Sheffield, critico di Rolling Stone, ha trovato l'audacia di Beyoncé tra i suoi attributi migliori, ritenendo che l'album sia «più forte quando punta sull'electro soul adulto con un tocco artistico boho». Mikael Wood del Los Angeles Times ha sottolineato inoltre il desiderio di spingere i confini creativi tra i brani e ha ammirato «il modo in cui la musica mescola in modo simile l'intimo e lo stravagante».
La performance vocale di Beyoncé è stata particolarmente apprezzata da Neil McCormick del The Daily Telegraph, scrivendo che «Beyoncé è una delle cantanti più tecnicamente dotate del pop», apprezzando la sua «potenza gospel, il flusso hip hop e la sua enorme gamma» nella scelta dei generi. Anche Kitty Empire del The Guardian ha notato la varietà nel suo cantato all'interno dei brani più up-tempo del disco, notando come sia in grado di spaziare tra «falsetti squillant e sessuali, rappate da teppista, estasi senza parole e picchiate senza sforzo».
Nonostante sia stato pubblicato a dicembre 2013, quando diverse pubblicazioni avevano completato le loro liste di fine anno, Beyoncé è stato classificato come il miglior album dell'anno da Billboard, Houston Chronicle, e Los Angeles Times, mentre Spin lo ha classificato come il miglior album R&B dell'anno. L'album si è classificato tra i primi dieci nelle liste di The Associated Press, MTV News, e Digital Spy. Alcune pubblicazioni hanno incluso Beyoncé nelle loro liste del 2014, ed è stato considerato il miglior album dell'anno da Vibe e dal The New York Times.
Beyoncé è stata inclusa nelle liste dei migliori album del decennio 2010 da diverse pubblicazioni, tra cui Pitchfork (3°), The Associated Press (3°), Stereogum (7°), Billboard (11°), Rolling Stone (26°), Consequence of Sound (79°), NME (55°), Tiny Mix Tapes (35°), e Paste (40°).
Nella lista dei 500 migliori album di Rolling Stone, Beyoncé è stato inserito al numero 81, citando la «portata musicale e l'apertura femminista» dell'album e aggiungendo che «ha dimostrato che nessun altro era al suo livello». The Guardian ha incluso il progetto al numero 9 nella sua classifica dei 100 migliori album del 21º secolo.

## Impatto nell'industria musicale
La strategia di marketing di pubblicare un album con poco o nessun preavviso è stata oggetto di studio presso la Harvard University School of Business, l'Università di Victoria, l'University of Waterloo, e la Rutgers University. Henry Knight della BBC ha dichiarato che «l'album autointitolato di Beyoncé non solo si è dimostrato innovativo dal punto di vista musicale, ma ha riscritto il modello di business dell'industria». Zack O'Malley Greenburg di Forbes ha incluso Beyoncé nella sua lista dei «Vincitori dell'Industria Musicale 2013», notando che la cantante «non ha fatto uso di nessuno dei vantaggi dell'essere a contratto con una grande etichetta discografica: la "macchina" che ci dicono essere così necessaria per fare successo nella musica. Non c'è stata nessuna promozione radiofonica, nessun singolo, nessun tipo di anticipazione». Time ha nominato Beyoncé come una delle 100 persone più influenti al mondo del 2014 grazie all'uscita dell'album, scrivendo: «A dicembre ha colto il mondo di sorpresa quando ha pubblicato un nuovo album, completo di un video per ogni traccia, e lo ha annunciato su Facebook e Instagram. Beyoncé ha infranto le regole dell'industria musicale e i record di vendita».
La scelta dell'artista di utilizzare i social network per promuovere il progetto discografico è stata sottolineata da numerosi critici musicali, ritenuta una strategia di marketing innovativa nell'industria musicale. Jackie Huba di Forbes, ha sottolineato come altri artisti che hanno pubblicato un album nel 2013, come Lady Gaga, Eminem, Britney Spears o Katy Perry, avessero speso milioni in pubblicità tradizionalmente proposta dalle case discografiche, mentre Beyoncé si sia appoggiata «all'elemento sorpresa e il passaparola; [...] si è affidata al suo enorme seguito sui social media per recepire il messaggio e diffonderlo», ottenendo un riscontro migliore in termini di vendite. La giornalista sottolinea inoltre che la strategia di Beyoncé dimostra che «i social media si sono trasformati in jet stream del passaparola, dove le notizie inaspettate si diffondono da persona a persona quasi istantaneamente. Gli esperti di marketing sfruttano il potere delle persone e la loro presenza sui social per far conoscere nuovi prodotti e servizi». The Drum ha sottolineato come «Beyoncé ha lanciato quella che potrebbe essere definita un'eccellente campagna sui social media. [...] tutto quello che le serviva era un post su Instagram». Rawiya Kameir di Complex, ripercorrendo l'anno, ha ricordato che la cantante avrebbe avuto più occasioni per promuovere il progetto, come la performance al Super Bowl XLVII Halftime Show del febbraio 2013 al fianco di Kelly Rowland e Michelle Williams. Kameir riporta che «negli ultimi due anni Beyoncé sembra aver acquisito una comprensione preternaturale del comparto online. [...] La spinta dei social media hanno dato a Beyoncé lo slancio. Secondo i dati di Twitter, nelle dodici ore successive all'annuncio, l'artista e l'album sono stati menzionati almeno 1,2 milioni di volte su Twitter. Si tratta di 1,2 milioni di pubblicità essenzialmente gratuita, perfetta per una generazione le cui notizie arrivano sotto forma di link su Twitter e condivisioni su Facebook e Instagram». Si sofferma inoltre sui fan della cantante, poiché « Beyhive è fan club organizzato digitalmente e liberamente cresciuto che funziona come un braccio sicuro del suo dipartimento promozionale di ricondivisione».
Successivamente alla decisione della Federazione internazionale dell'Industria Fonografica (IFPI) di stabilire il venerdì come giorno di uscita dei dischi a livello mondiale del 2015, Andrew Flanagan di Billboard ha ritenuto che l'uscita di Beyoncé fosse uno dei punti di maggiore influenza della decisione della federazione, scrivendo: «Dopo sette mesi di tira e molla , una conversazione istigata in parte dalla pirateria australiana e dall'uscita a sorpresa di Beyonce nel dicembre 2013 ha fatto sì che l'industria discografica mondiale accettasse il venerdì come data di uscita dei nuovi album». Nel 2024 Time ha scritto che si tratta del «più grande esempio dell'impatto di Beyoncé sul settore» poiché «per decenni, negli Stati Uniti gli album sono stati pubblicati il martedì; [...] l'uscita a sorpresa [di Beyoncé] senza alcuna promozione anticipata alla consegna il venerdì mattina presto, in controtendenza rispetto alla consueta data di uscita del martedì».

## Tracce

### CD: Audio
1. Pretty Hurts – 4:18 (Joshua Coleman, Sia Furler, Beyoncé Knowles)
2. Haunted – 6:09 (Boots, Beyoncé Knowles) – contiene la traccia fantasma Ghost
3. Drunk in Love (feat. Jay-Z) – 5:23 (Beyoncé Knowles, Noel Fisher, Shawn Carter, Andre Eric Proctor, Rasool Diaz, Brian Soko, Timothy Mosley, Jerome Harmon)
4. Blow – 5:09 (Pharrell Williams, Beyoncé Knowles, James Fauntleroy, Timothy Mosley, Jerome Harmon, Justin Timberlake)
5. No Angel – 3:48 (Caroline Polachek, Beyoncé Knowles, James Fauntleroy)
6. Partition – 5:19 (Beyoncé Knowles, Terius Nash, Justin Timberlake, Timothy Mosley, Jerome Harmon, Dwane Weir, Charisse Hill, Mike Dean) – contiene la traccia fantasma Yoncé
7. Jealous – 3:04 (Noel "Detail" Fisher, Beyoncé Knowles, Andre Eric Proctor, Rasool Diaz, Brian Soko, Boots)
8. Rocket – 6:31 (Miguel Jontel Pimentel, Beyoncé Knowles, Justin Timberlake, Timothy Mosley, Jerome Harmon)
9. Mine (feat. Drake) – 6:18 (Noah Shebib, Aubrey Drake Graham, Beyoncé Knowles, Jordan Kenneth Cooke Ullman, Sidney "Omen" Brown)
10. XO – 3:35 (Ryan Tedder, Terius Nash, Beyoncé Knowles)
11. ***Flawless (feat. Chimamanda Ngozi Adichie) – 4:10 (Beyoncé Knowles, Terius Nash, Chauncey Hollis, Rey Reel)
12. Superpower (feat. Frank Ocean) – 4:36 (Pharrell Williams, Frank Ocean, Beyoncé Knowles)
13. Heaven – 3:50 (Boots, Beyoncé Knowles)
14. Blue (feat. Blue Ivy) – 4:26 (Boots, Beyoncé Knowles)

### DVD: Visual
1. Pretty Hurts – 7:04
2. Ghost – 2:31
3. Haunted – 5:21
4. Drunk in Love – 6:21
5. Blow – 5:25
6. No Angel – 3:53
7. Yoncé – 2:02
8. Partition – 3:49
9. Jealous – 3:26
10. Rocket – 4:30
11. Mine – 4:59
12. XO – 3:35
13. ***Flawless – 4:12
14. Superpower – 5:24
15. Heaven – 3:55
16. Blue – 4:35
17. Credits – 2:34
18. Grown Woman – 4:24 (Beyoncé Knowles, Chris Godbey, Darryl Pearson, Garland Mosley, Jerome Harmon, Kelly Sheehan, Terius Nash, Timothy Mosley) – Bonus video

Durata totale: 78:00

### DVD: Live
1. Run the World (Girls) – 4:01
2. ***Flawless – 4:11
3. Get Me Bodied – 4:51
4. Blow – 3:59
5. Haunted – 4:47
6. Drunk in Love (feat. Jay-Z) – 4:07
7. 1+1 – 4:47
8. Partition – 4:23
9. Heaven – 4:39
10. XO – 3:54

Durata totale: 43:39

### CD: More
1. 7/11 – 3:34
2. Flawless Remix (feat. Nicki Minaj) – 3:54
3. Drunk in Love Remix (feat. Jay-Z & Kanye West) – 6:36
4. Ring Off – 3:01
5. Blow Remix (feat. Pharrell Williams) – 5:10
6. Standing on the Sun Remix (feat. Mr. Vegas) – 4:33

Durata totale: 26:48

## Successo commerciale
Il 16 dicembre 2013 la Apple ha annunciato che Beyoncé è stato l'album che ha venduto più velocemente nella storia di iTunes, sia negli Stati Uniti che in tutto il mondo. Riuscendo a vendere 828.773 copie in tutto il mondo in soli tre giorni, raggiungendo la posizione numero uno in 108 paesi. Sei giorni dopo la pubblicazione, le copie raggiungono il traguardo del milione.
Negli Stati Uniti, Beyoncé ha venduto 80 000 copie digitali nelle sue prime tre ore, e un totale di 430.000 nel primo giorno completo. Nella sua seconda giornata, vendette altre 120 000 copie, portando il totale a 550.000. Infine debuttò alla numero uno della Billboard 200 con solo tre giorni di vendita, con 617 213 copie totali, rendendola la prima artista donna a far esordire i suoi primi cinque album in studio in cima alla classifica, superando il record di Britney Spears di quattro album consecutivi. La cantante è divenuta l'unica artista donna a vendere 300 000 copie in una settimana nel 2013 e la prima persona nel decennio 2010 a raggiungere le 300.000 copie in ognuna delle prime tre settimane. Dopo soli 17 giorni dalla pubblicazione sono state vendute oltre 3 milioni di copie, divenendo l'ottavo album più venduto secondo Nielsen SoundScan. A dicembre 2015, Beyoncé ha venduto 2,3 milioni di copie negli Stati Uniti ed è stato certificato doppio platino dalla Recording Industry Association of America.
Beyoncé ha debuttato alla quinta posizione della Official Albums Chart il 15 dicembre, con vendite di 67 858 copie digitali in due giorni. L'amministratore delegato della Official Charts Company, Martin Talbot, ha osservato che «pochi, se non nessun album, hanno venduto così tante copie digitali in un così breve lasso di tempo». Nella sua quinta settimana, l'album è salito a un nuovo picco di numero due. È stato successivamente certificato doppio disco platino dalla British Phonographic Industry per le oltre 600 000 unità vendute.
Al dicembre 2016 Beyoncé ha venduto più di cinque milioni di copie nel mondo, oltre ad aver generato più di un miliardo di streaming già a marzo 2015.

## Classifiche

### Classifiche settimanali
| Classifica (2013/14) | Posizione massima |
| -------------------- | ----------------- |
| Australia            | 1                 |
| Austria              | 12                |
| Belgio (Fiandre)     | 4                 |
| Belgio (Vallonia)    | 9                 |
| Canada               | 1                 |
| Danimarca            | 2                 |
| Finlandia            | 5                 |
| Francia              | 13                |
| Germania             | 11                |
| Irlanda              | 2                 |
| Italia               | 14                |
| Norvegia             | 2                 |
| Nuova Zelanda        | 2                 |
| Paesi Bassi          | 1                 |
| Portogallo           | 3                 |
| Regno Unito          | 2                 |
| Repubblica Ceca      | 5                 |
| Spagna               | 8                 |
| Stati Uniti          | 1                 |
| Svezia               | 16                |
| Svizzera             | 4                 |
| Ungheria             | 26                |

### Classifiche di fine anno
| Classifica (2013) | Posizione |
| ----------------- | --------- |
| Belgio (Fiandre)  | 180       |
| Paesi Bassi       | 39        |

## Riconoscimenti
American Music Award
- 2014 – Miglior album R&B/soul[124]

Billboard Music Awards
- 2014 – Candidatura al miglior album[125]
- 2014 – Candidatura al miglior album R&B[125]

Grammy Award
- 2015 – Miglior album con suono surround[16]
- 2015 – Candidatura all'album dell'anno[16]
- 2015 – Candidatura al miglior album urban contemporary[16]

MTV Video Music Awards Japan
- 2015 – Candidatura all'album dell'anno[126]

Soul Train Music Award
- 2014 – Album dell'anno[127]

World Music Award
- 2014 – Candidatura al miglior album[128]